# Egialeu (fill d'Ínac)
|  | No s'ha de confondre amb Egialeu. |

Egialeu (en grec antic: Αἰγιαλεύς 'Aigialeus') va ser, segons la mitologia grega, el fill gran d'Ínac i de la nimfa Mèlia, segons diu Apol·lodor, i, per tant, germà de Foroneu i de Fegeu.
Va donar nom (Egialea) al territori que després es va conèixer amb el de Peloponès, ja que havia mort sense fills, i en el seu honor es va anomenar així el territori sobre el que governava.
Segons un escoli d'Eurípides, es fill de Foroneu i de Peito (un personatge diferent de Peito, l'oceànide) i en aquest cas seria germà d'Apis, rei d'Argos. Va ser el pare  d'Èurops, l'heroi epònim de les terres d'Europa. Algunes fonts més tardanes diuen que Egialeu va ser anterior a Ínac, i que el seu fill Èurops el va succeir com a rei al país d'Egialea. I expliquen que va ser rei quan Belos era rei d'Egipte.
Pausànias i la tradició posterior diuen que Egialeu era rei d'una ciutat al golf de Corint. El geògraf diu que el territori situat entre l'Èlida i Siciònia, que s'estén cap al mar i que després s'anomenava Acaia antigament es deia Egíal i l'habitaven els egialeus, per Egialeu, que va ser rei de Sició. El gramàtic Càstor diu que Egialeu va ser el primer dels reis de Sició i que va governar cinquanta-dos anys.